# SN 2010kg
SN 2010kg – supernowa typu Ia odkryta 29 listopada 2010 roku w galaktyce NGC 1633. W momencie odkrycia miała maksymalną jasność 18,80m.